# Bruce Tuckman
Bruce Wayne Tuckman (24 novembre 1938 – 13 marzo 2016) è stato uno psicologo statunitense che ha svolto ricerche sulla teoria delle dinamiche di gruppo. 
Nel 1965 pubblicò una teoria generalmente conosciuta come Tuckman's stages of group development.

## Biografia
Secondo la sua teoria, ci sono quattro fasi di sviluppo del gruppo: Forming, Storming, Norming, Performing . Nel 1977 aggiunse una quinta fase, denominata Adjourning.
Tuckman è noto anche per le sue ricerche sulla procrastinazione degli studenti universitari e per lo sviluppo della Tuckman Procrastination Scale (1991).
È stato professore di psicologia dell'educazione presso la Ohio State University, dove ha fondato e diretto il Walter E. Dennis Learning Center con la missione di fornire agli studenti di ogni provenienza strategie per il successo universitario che consentissero loro di entrare, eccellere e completare i programmi dell'istruzione post-secondaria.
Per insegnare agli studenti le strategie per avere successo al college, è stato coautore del libro di testo Learning and Motivation Strategies: Your Guide to Success, con Dennis A. Abry e Dennis R. Smith.

## Opere
Tuckman ha scritto 18 libri e oltre 100 articoli, tra cui:
- Tuckman, Bruce W. - Developmental sequence in small groups - 1965[2]
- Tuckman, Bruce W. e Jensen, Mary Ann C. - Stages of Small-Group Development Revisited - 1977[3]
- Tuckman, B., - The Development and Concurrent Validity of the Procrastination Scale[4]